# Курчалой
Курчалой (чеч. Куршлойн-Эвла) — село в Росії, адміністративний центр Курчалоївського району Чеченської Республіки, найбільше село республіки.

## Географія
Курчалой розташований на берегах річок Ґумс і Хумик (басейн Сунжи), на передгірній рівнині, за 33 км на південний схід Грозного .
Найближчі населені пункти: на півночі — село Іласхан-Юрт, на північному сході — село Бачі-Юрт, на північному заході — село Гелдагана, на півдні — села Нікі-Хіта і Джагларгі, на південному заході — село Автури, на південному сході — село Джугурти, на сході — село Майртуп .

## Історія
1944 року в зв'язку з депортацією чеченців і інгушів та ліквідації Чечено-Інгушської АРСР населений пункт був перейменований і названий на честь Валерія Чкалова. Після відновлення Чечено-Інгушської АРСР, селу повернули колишню назву.

## Населення
Курчалой є найбільшим сільським поселенням у Чечні.
Національний склад
На 2002 рік:
- Чеченці — 20525 чол. (98,4%)
- Росіяни — 226 чол. (1,1%)
- Інші — 106 чол. (0,5%)

## Економіка та інфраструктура
У Курчалої переважає сільське господарство (в основному вирощування зернових культур і цукрових буряків). Деякі вже наявні підприємства з перероблення сільськогосподарської продукції були зруйновані під час чеченської війни, у цілому або частково.
У Курчалої побудована мечеть імені Кунта-хаджі Кішиєва на 5000 осіб .
У Курчалої з'явилося підприємство з інноваційними технологіями — це Курчалоєвський електромеханічний завод (КЕМЗ) — нове підприємство, націлене на проектування, виробництво і постачання енергоощадного освітлювального обладнання.

## Посилання

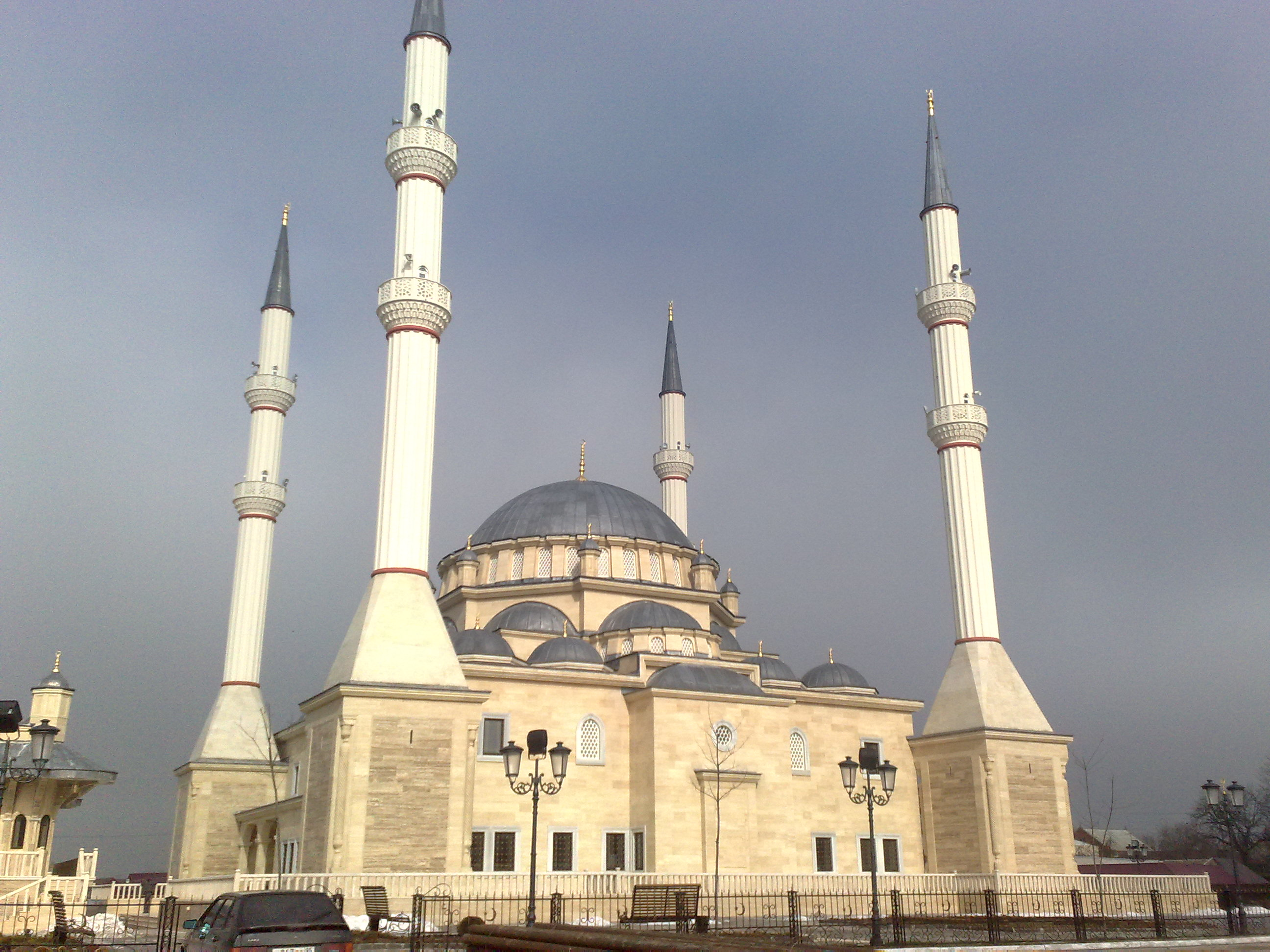
Мечеть імені Кунта-хаджі Кішиєва на 5000 чоловік, розташована в Курчалої